# Gare de Razac
Gare de Razac vasútállomás Franciaországban, Razac-sur-l'Isle településen.

## Vasútvonalak
Az állomást az alábbi vasútvonalak érintik:
- Coutras-Tulle-vasútvonal

## Kapcsolódó állomások
A vasútállomáshoz az alábbi állomások vannak a legközelebb:
- Gare de Saint-Astier (Gare de Mussidan, Périgueux rail shuttle)
- Gare de La Cave
- Gare de Marsac (Gare de Niversac, Périgueux rail shuttle)